# カスタマエンジニア
カスタマエンジニア（英: customer engineer、CE）は、コンピュータ技術者の一種で、主にコンピュータのハードウェアの設置、保守点検や修理などを行う。

## 概要
当初は単にエンジニア（技術員）と呼ばれたが、カスタマエンジニアという呼称は1940年代からのIBMの呼称が起源とされる。ハードウェア技術員などとも呼ばれる。
カスタマエンジニアは、コンピュータ本体や、各種の周辺機器を含めたハードウェアを中心に、機器の設置・移設・撤去やケーブル等の敷設、保守点検や修理などを行う。主にソフトウェアを中心に扱うシステムエンジニアやプログラマなどと対比される。
メインフレームなどではコンピュータの内部仕様が非公開のため、コンピュータメーカーの社員または、保守専門の系列会社の社員が受け持つことが多い。また、保守するにあたりその機器の専門知識が必要となるため、数か月から1年に及ぶ教育を受けている場合が多い。
ユーザーとの契約内容（ハードウェアの通常の保守契約、個別契約、アウトソーシング契約など）に応じて、初期設置作業や、24時間365日の場合も含む所定時間帯の遠隔監視やオンサイトでの障害対応（非計画作業）、点検やファームウェア更新などの保守作業（計画作業）を行う。直接保守を担当する部門のほか、コールセンターなども交代制勤務が行われる事が多い。保守作業に起因するリスクを最小化するため、保守作業はユーザ業務の終了後、非ピーク時間帯に実施される場合も多く、深夜実施となる場合も多い。年末年始や長期連休などは、システム点検やシステムリプレースなどが計画されている場合がありデータセンタで年越しする人も中にはいる。担当業務と体制によっては、1日のスケジュールの大半が突発的な出動要請となり、計画的な業務が行いにくい。保守対象機器も多種多様であり、幅広い機器の知識が必要になる。

## 主な作業内容
機器の新規納入作業と導入後の保守作業（障害監視、予防保守、障害対応、点検）
オフィス移転に伴うIT資産の移設設置／機器の増設
1. ハードウェアの修理、定期点検、組み立て（現地据付作業）
2. ハードウェアの故障監視、障害対応

環境設備等の管理（ファシリィティ）
1. 現地設置のためのフロア設計、設置計画立案（電源、空調、機器搬入、回線工事など）

顧客と頻繁に接することも多いため、保守製品や備品の営業/販売なども行なう場合がある。
1. オペレーティングシステム (OS) のインストール、バージョンアップ、レビジョンアップ。

## 必要な資格
ここでは日本の場合を挙げる。コンピュータそのものについては、設置・運用に法的な規定は無いが、電源系（特に、いわゆる強電）や通信系に、法的に資格が必要なものがある。
1. 電気工事士、認定電気工事従事者 －　分電盤、配線の増設または修理を行うため。
2. 工事担任者 －　通信回線の工事を行うため。